# Francesco Ciarlantini
Francesco Ciarlantini, meglio conosciuto come Franco, noto anche con lo pseudonimo di Marco Rudel (San Ginesio, 28 settembre 1885 – Roma, 5 febbraio 1940), è stato un giornalista, scrittore, politico, editore, docente, drammaturgo, poeta italiano.

## Biografia
Francesco Ciarlantini nacque a San Ginesio il 28 settembre 1885, da Girolamo Ciarlantini e Teresa Ferroni. In questo primo periodo giovanile oltre agli studi per conseguire la patente di maestro elementare ed iniziare così l'attività d'insegnamento, si dedicò attivamente alla politica, tanto che nei rapporti di polizia della Prefettura di Milano, risulta tra "gli elementi più sovversivi di Certaldo", dopo che vi si trasferì nel 1905 per insegnare. 
Divenuto segretario della sezione del Partito Socialista del comune toscano nel 1906, fu denunciato dalle autorità per aver diffuso un manifesto a favore della pace e dell'antisemitismo e per voler fondare una sede dell'Associazione Italiana Antimilitarista. Assolto dalla Corte d'assise di Firenze, dopo aver ottenuto la licenza per diventare insegnante comunale di Milano, vi si trasferì. Una volta giunto ebbe importanti cariche nella Federazione provinciale di Milano del PSI dal 1914, collaborando con giornali come l'Avanti! e Il Cittadino di Roma. Nella grande guerra iniziò come soldato semplice, venne poi promosso ufficiale per meriti di guerra. Fu ufficiale P della Prima armata, dove collaborò anche a "L'Astico", giornale di trincea di Piero Jahier. Fu anche direttore dei periodici "Il Lavoro" e "Idea Socialista". 
Nel 1919 si avvicinò al nascente movimento fascista (diciannovista) e iniziò la collaborazione al quotidiano Popolo d'Italia. Divenne quindi per un certo periodo esperto di problemi dell'Alto Adige, su cui pubblicò numerosi articoli per il  citato Popolo d'Italia e tramite la stampa del volume, Problemi dell'Alto Adige (1919), in cui si vuole giustificare l'annessione dei territori sino al confine del Brennero (vedi sull'argomento: la Vittoria mutilata) e si cerca una via per arrivare a una definitiva penetrazione culturale e concreta degli Italiani nelle terre altoatesine. Fondò a Trento Athesinum, il primo istituto di propaganda italiana e la Libreria Dante Alighieri (1923). Dopo essersi iscritto al Partito Nazionale Fascista, entrò a far parte del Direttorio Nazionale e del Gran Consiglio del Fascismo, di cui, tra il '23 e il '24; diresse l'ufficio stampa e propaganda (1924-'25); commissario straordinario della Federazione Nazionale dell'Industria Editoriale (FNIE) e vicepresidente dell'Associazione Editoriale Libraria Italiana (AELI) nel 1927. Venne eletto deputato nel 1924 e poi a seguire, per un totale di quattro legislature (XXVII, XXVIII, XXIX, XXX) con l'attiva partecipazione all'elaborazione di numerosi disegni di legge, svolgendo interrogazioni parlamentari, presentando osservazioni e proposte. Fu relatore tra l'altro di un disegno di legge che, per il suo argomento, egli sentiva in modo particolare: l'autorizzazione a promuovere una Biennale d'arte a Venezia e una Quadriennale a Roma. Fu il fondatore e il direttore della rivista "Augustea: politica economia arte" di Roma nel 1925. Fu presidente della Federazione nazionale fascista dell'industria editoriale, presidente del Consorzio editoriale per la cultura militare e membro del Consiglio Nazionale delle Corporazioni. 
Diede vari lavori al teatro: L'Invisibile fu rappresentato al teatro Arcimboldi di Milano nel 1927; Come nascon le commedie (teatro Arcimboldi, Milano, 1930); Ribotta venne messo in scena da Gero Zambuto nel '31.

## Attività editoriali
La sua produzione letteraria fu notevole e militante: parte dei suoi libri furono dedicati all'esaltazione e alla propaganda del fascismo, una dialettica dallo stile indirizzato fra magnanimità e autoritarismo. I titoli più noti sono: Dieci anni di fascismo (1931) e Hitler e il fascismo (1933). Hanno un carattere biografico i libri dedicati alla personalità e al ruolo di Mussolini: Mussolini immaginario (1933) e Il capo e la folla (1935).
Un filone a sé stante furono i racconti di viaggi: da Africa romana (1928) a Viaggio in Argentina (1929). Fu pubblicato a Milano Incontro col Nord-America (1929); Al paese delle stelle. Dall'Atlantico al Pacifico (1931); Preludio all'Olanda (1932), Roma-Nuova York e ritorno: tragedie dell'americanismo (1934); Viaggio nell'Oriente mediterraneo (1935), Seconda guerra (1939), ambientato in Etiopia, ricorda il suo Anima del soldato, scritto nel 1917.
Nel 1924 fu il curatore della collana "Biblioteca di coltura (sic!) politica" per la sua Alpes, presentando i volumi di Eugenio Rignano (Democrazia e Fascismo), di Giuseppe Gallavresi (Da Santarosa a Cavour, id.), di Arturo Beccari (Lassalle, id.), J. Ramsay MacDonald (Direttive politiche per il Partito del Lavoro, trad. di Nino Levi), Sergio Panunzio (Che cos'è il fascismo), Ugo E. Imperatori (Italia prodiga: gli italiani all'estero), Gino Baldesi (Dalle antiche corporazioni al moderno sindacalismo), Arrigo Solmi (La riforma costituzionale), Romolo Murri (Fede e Fascismo), Balbino Giuliano (La politica scolastica del Governo Nazionale), A. O. Olivetti (Il sindacalismo come filosofia e come politica: lineamenti di sintesi universale), Gino Berri (I Balcani inquieti), Adolfo Zerboglio (L'uomo delinquente: note critiche di un positivista aggiornato), Carlo Avarna di Gualtieri (L'ultimo rinnovamento della Triplice. 5 dicembre 1912), C. E. Ferri (La società delle Nazioni e l'Italia), E. Prat della Riba (La nazionalità catalana: prefazione e traduzione di C. Giardini), Francesco Cambò (Il Fascismo italiano: traduzione di G.C., prefazione di F. Ciarlantini), Orazio Pedrazzi (Il Levante mediterraneo e l'Italia), Enrico La Loggia (Il problema demografico), Emilio Bodrero (Auspici d'Impero), Antonio Renda (Stato e Classi), Luigi Valli (Il diritto dei popoli alla terra), Armando Lodolini (La Repubblica Italiana), Camillo Pellizzi (Fascismo-Aristocrazia), Roberto Cantalupo (La classe dirigente).
Si occupò di didattica. Curò Amore e luce (1909), la serie di "Letture per le scuole elementari maschili e femminili", costituita da almeno sette volumi, scritto in collaborazione con Gian Capo, sussidiari illustrati anche da Antonio Rubino, Aleardo Terzi, Antonio Del Senno: si tratta di un Sillabario e di un "compimento" (per la 1 classe), volumi per lª, 2ª, 3ª, 4ª, 5ª, 6ª classe elementare. Come autore di libri educativi per le scuole scrisse pure compendi storici della serie "Storia italiana" (1929) con la Vittorio Nugoli & C. e con la Mondadori: tra i titoli Evo Medio e Moderno (per la V classe), Risorgimento, destinato alla IV classe, per la collana "Piccola collezione scolastica Mondadori Illustrata da Cisari"; Storia Moderna, ancora per la V classe; Il Risorgimento Nazionale per la VI classe. Partecipa all'Enciclopedia del ragazzo italiano (Edizioni Labor, Milano 1938-1939, voll. 6), risultato di una squadra di scrittori e di artisti, assieme ad Angiolo Silvio Novaro, Arturo Marescalchi, Giana Anguissola, Riccardo Balsamo Crivelli, Alfredo Fabietti, Annie Lami (o Adriano Lami), Antonio Rubino, Mary Tibaldi Chiesa, Luigi Servolini, Carlo Bisi, Pietro Gerardo Jansen, ecc. Sull'educazione morale e sull'istruzione civile è il testo Fior di bontà (Bemporad, 1914), letture sussidiarie per le quinte classi. Sul piano della divulgazione scientifica fece uscire il libretto Il sole (1912) per la collana 'Museo di Scienza Minima', prodotto dalla Vallardi.
Nel 1930 pubblicò, con lo pseudonimo di Marco Rudel, il libro Otto monologhi per Balilla, con disegni di Emidio Bissi.

## Casa editrice Alpes
Fondò la Casa editrice Alpes intorno al 1910, divulgando non solamente opere a carattere ideologico (si pensi ai discorsi di Mussolini), ma impegnandosi anche nella divulgazione dei romanzi di scrittori internazionali come Joseph Conrad e Rainer Maria Rilke, tradotti da Vincenzo Errante. Propose, inoltre, per la prima volta in Italia, Cime tempestose di Emily Brontë — tradotto da Enrico Piceni con il titolo La tempesta (1926) —, Gli indifferenti (1929) di Alberto Moravia e altre importanti opere straniere. Da non dimenticare poi, nell'ambito della narrativa 'amena', l'uscita delle avventure del Signor Bonaventura (1930) di Sergio Tofano. 
L'Alpes si caratterizzò per le collane « Itala gente dalle molte vite » con copertine di Antonio Antony De Witt, che raccoglieva le biografie dei grandi esploratori italiani; « Viaggi e scoperte di navigatori ed esploratori italiani » (le copertine le firmavano Ubaldo Cosimo Veneziani e Nino Pagot) che editò, ad esempio, gli scritti di Mario Appelius e Il Milione (1928) a cura di Ranieri Allulli e L'Europa contemporanea a cura di Camillo Pellizzi, dedicata a vari paesi europei, in particolare, Penisola pentagonale (1928) di Mario Praz, Islanda e altre tappe di un viaggio (1929) di Vittorio Beonio Brocchieri, Cecoslovacchia d'oggi (1929) di Giuseppe Bruguier, Il senso della Spagna (1930) di Concetto Pettinato.
Cesare Giardini, letterato e traduttore antifascista, fu il direttore scientifico delle Edizioni. La Alpes fu anche distributrice delle prime edizioni della Casa Solaria. Conclusa l'esperienza milanese, Ciarlantini proseguì l'attività editoriale a Roma con le Edizioni Roma e Augustea Marchio editoriale: un vascello con le vele spiegate disegnato da Giulio Cisari.

## Opere principali
- Voci piccine e ricordi lontani (1907)
- La nuova nobiltà degli uomini (1909)
- Amore e luce (in collaborazione con Gian Capo), voll. 7 (1909)
- Corso di storia italiana (1911)
- La buona corrente (1911)
- Il Sole (1912)
- Il processo della scuola primaria (1913)
- Fior di bontà (1914)
- L'anima del soldato (1917)
- Il carattere degli italiani (1918)
- Angolomorto (1918)
- Problemi dell'Alto Adige (1919)
- Nuovi appunti lirici (1920)
- Quanto tirava forte il Vento... (1920)
- Imperialismo spirituale. Appunti sul valore politico ed economico dell'arte in Italia (1925)
- La gente che amo. Panorama pessimistico del carattere degli Italiani (1926)
- Africa romana (1928)
- La situazione editoriale italiana. Dei mezzi adatti a promuoverne lo sviluppo (1929)
- Viaggio in Argentina (1929)
- Carducci (1929)
- Antologia coloniale (in collab. con Ugo Cuesta) (1929)
- Incontro col Nord-America (1929)
- I miei amici di Villa Castelli: letture per le scuole elementari rurali (1929)
- 'Paesaggi di California' del pittore Rinaldo Cuneo (mostra) (1930)
- Vicende di libri e di autori (1931)
- Dieci anni di fascismo (1931)
- Al paese delle stelle. Dall'Atlantico al Pacifico (1931)
- Preludio all'Olanda (1932)
- Mussolini immaginario (1933)
- Hitler e il fascismo (1933)
- Roma-Nuova York e ritorno: tragedie dell'americanismo (1934)
- Il capo e la folla (1935)
- Viaggio nell'Oriente mediterraneo (1935)
- Trois psaumes. A la mémoire de Sandro Mussolini (1935)
- La stampa e la propaganda coloniale, in "Atti del II congresso di studi coloniali", Firenze, 1937
- Carducci e Mamiani, in "Carducci e la Versilia", Roma, 1937
- Il Marocco com'è (1937)
- L'apporto della editoria italiana agli studi romani. Conferenza (1938)
- Enciclopedia del ragazzo italiano (in collab. con A. S. Novaro, A. Marescalchi e tanti altri) (1938)
- Ugolino e Fadino Vivaldi: eroi senza ritorno, in "Celebrazioni liguri", I, Urbino 1939
- Seconda guerra (1939)
- Stagioni (1940)